# Fontainenplatz

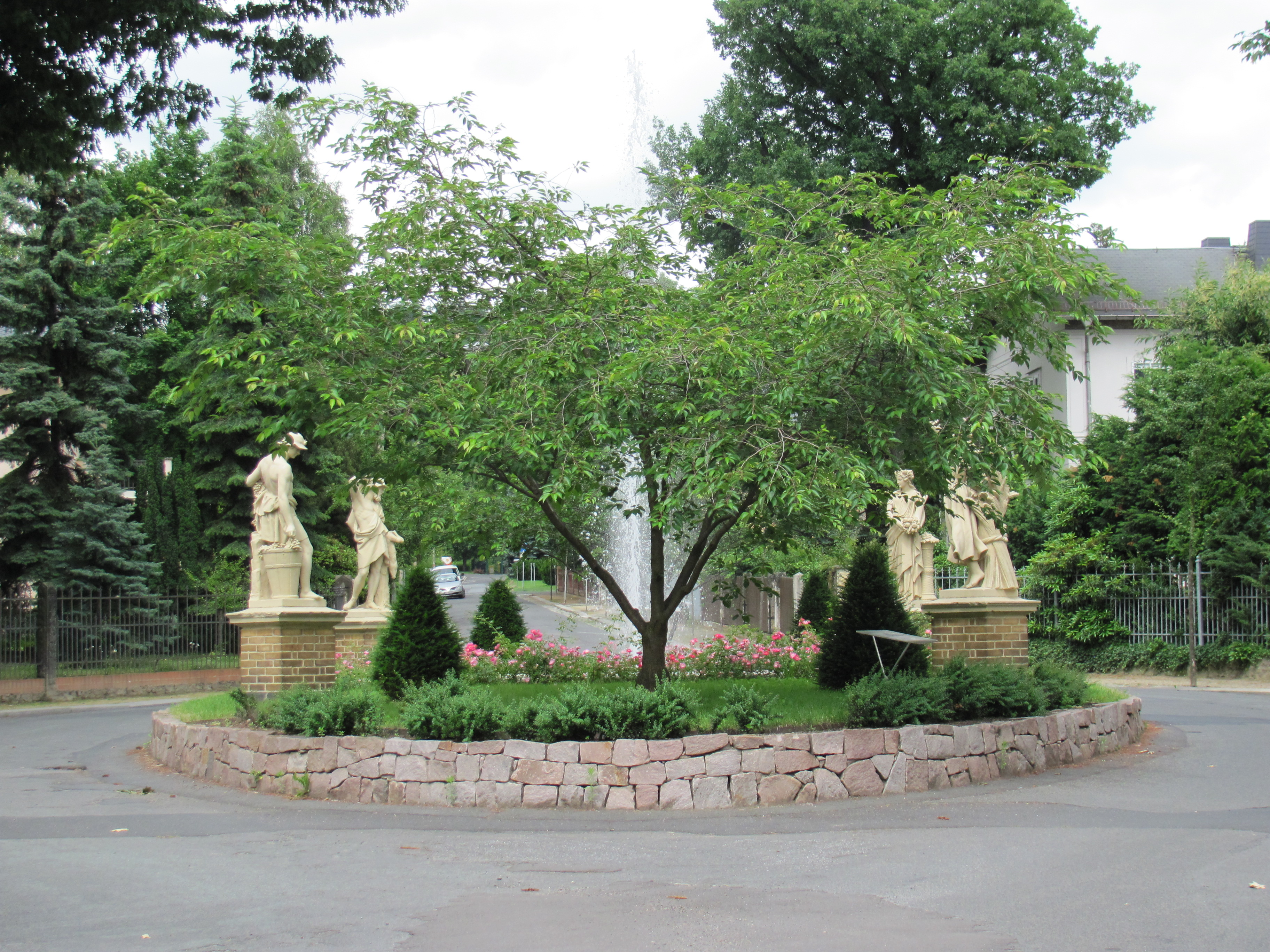
Fontainenplatz, das Rondell mit der Figurengruppe Vier Jahreszeiten, Blick von Süden

Der  Fontainenplatz, die platzartige Erweiterung mit dem Rondell in der Dr.-Schmincke-Allee, liegt im Stadtteil Serkowitz der sächsischen Stadt Radebeul. Er wurde 1890 bis 1892 von Moritz Ziller, dem älteren Bruder der beiden Gebrüder Ziller, als Schmuckplatz angelegt, mit einer Fontäne versehen und mit vier lebensgroßen Figuren der Firma Ernst March, den Vier Jahreszeiten, geschmückt. Seit den 2000er Jahren wird die Bezeichnung wieder benutzt, ist als Straßenadresse jedoch nicht offiziell gewidmet.

## Beschreibung

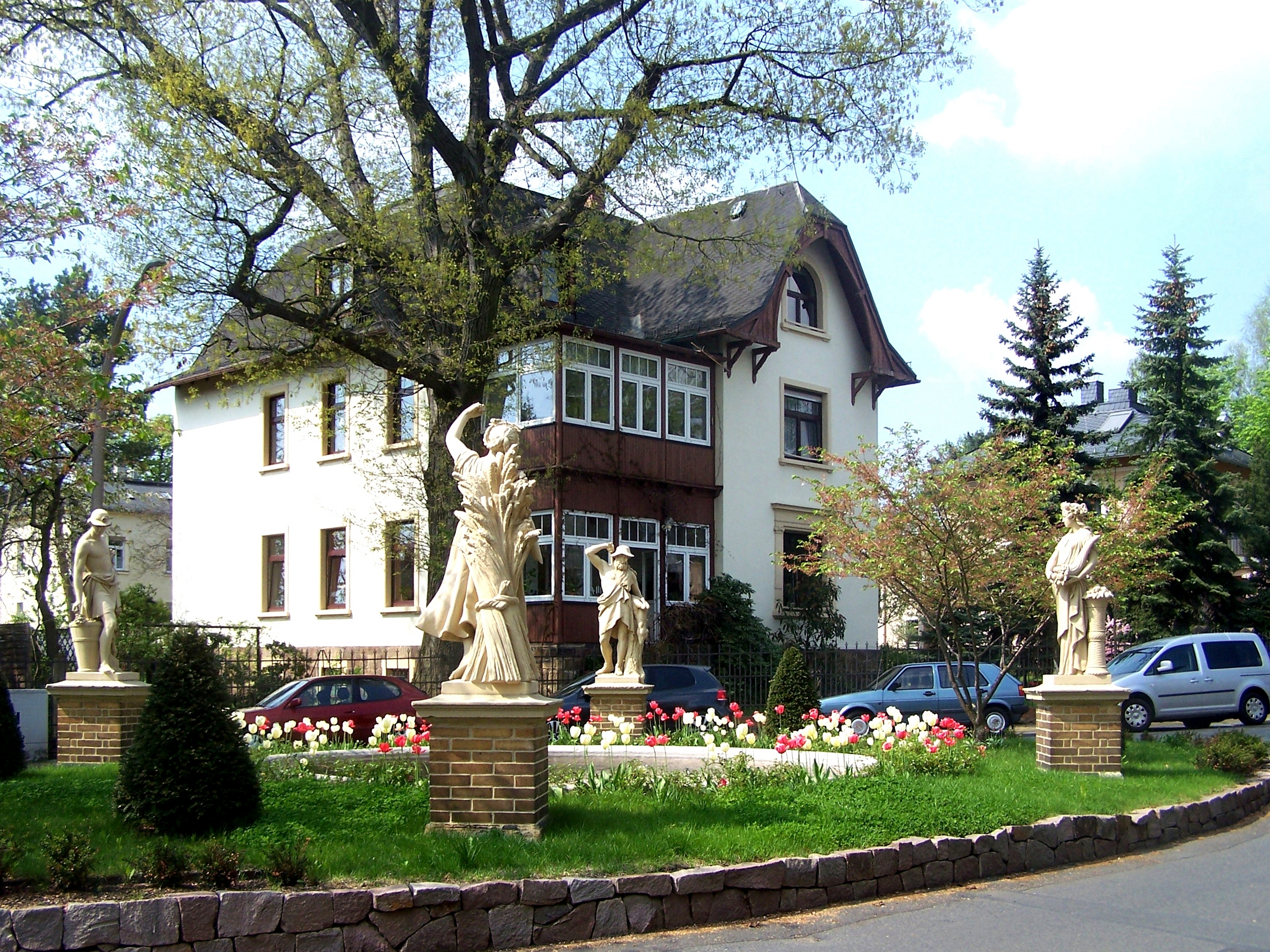
Nordwest: Nr. 21, Frühjahr 2013, Figurengruppe frisch saniert

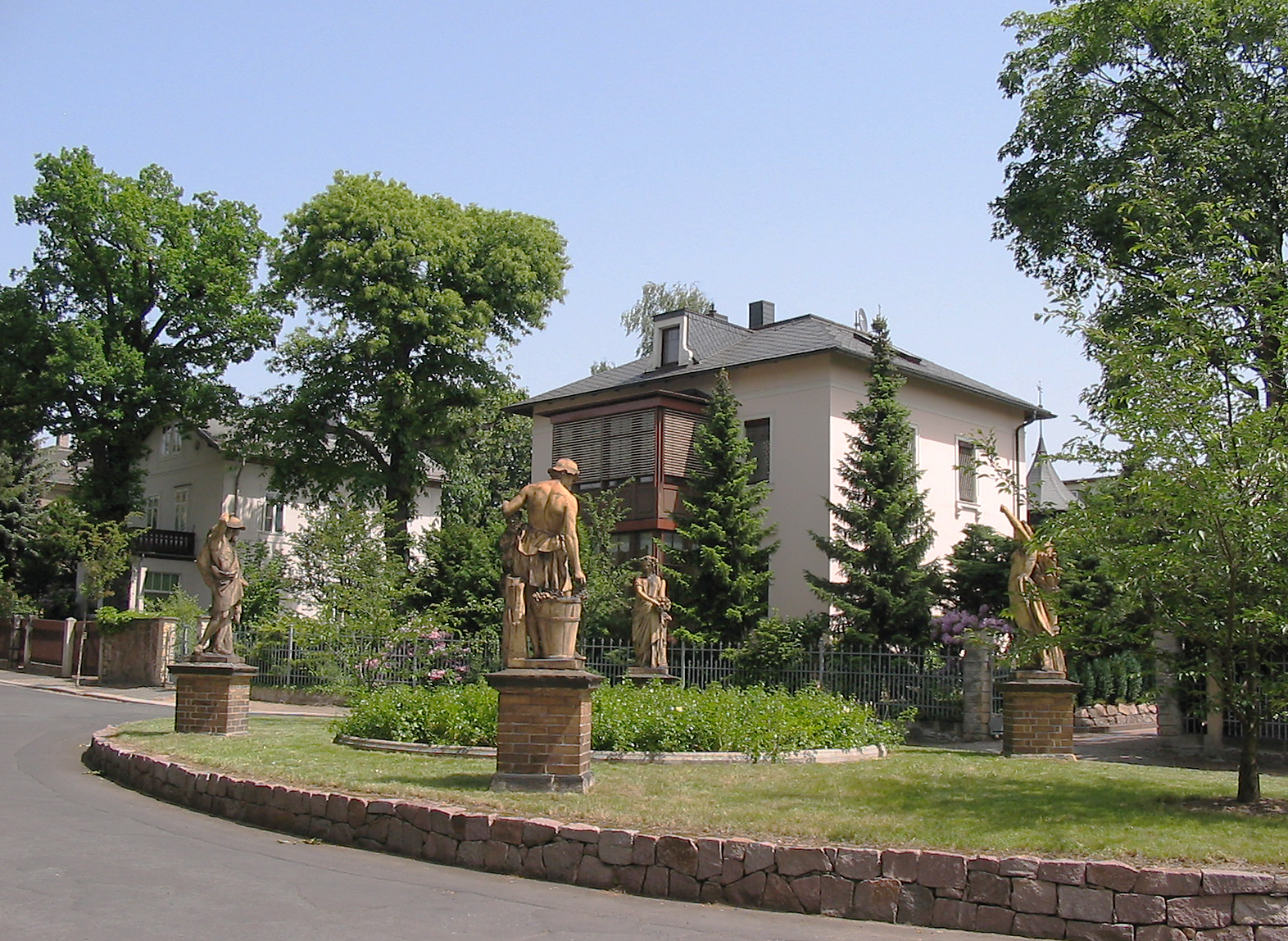
Nordost: Nr. 20, Sommer 2008, Brunnenbecken noch bepflanzt

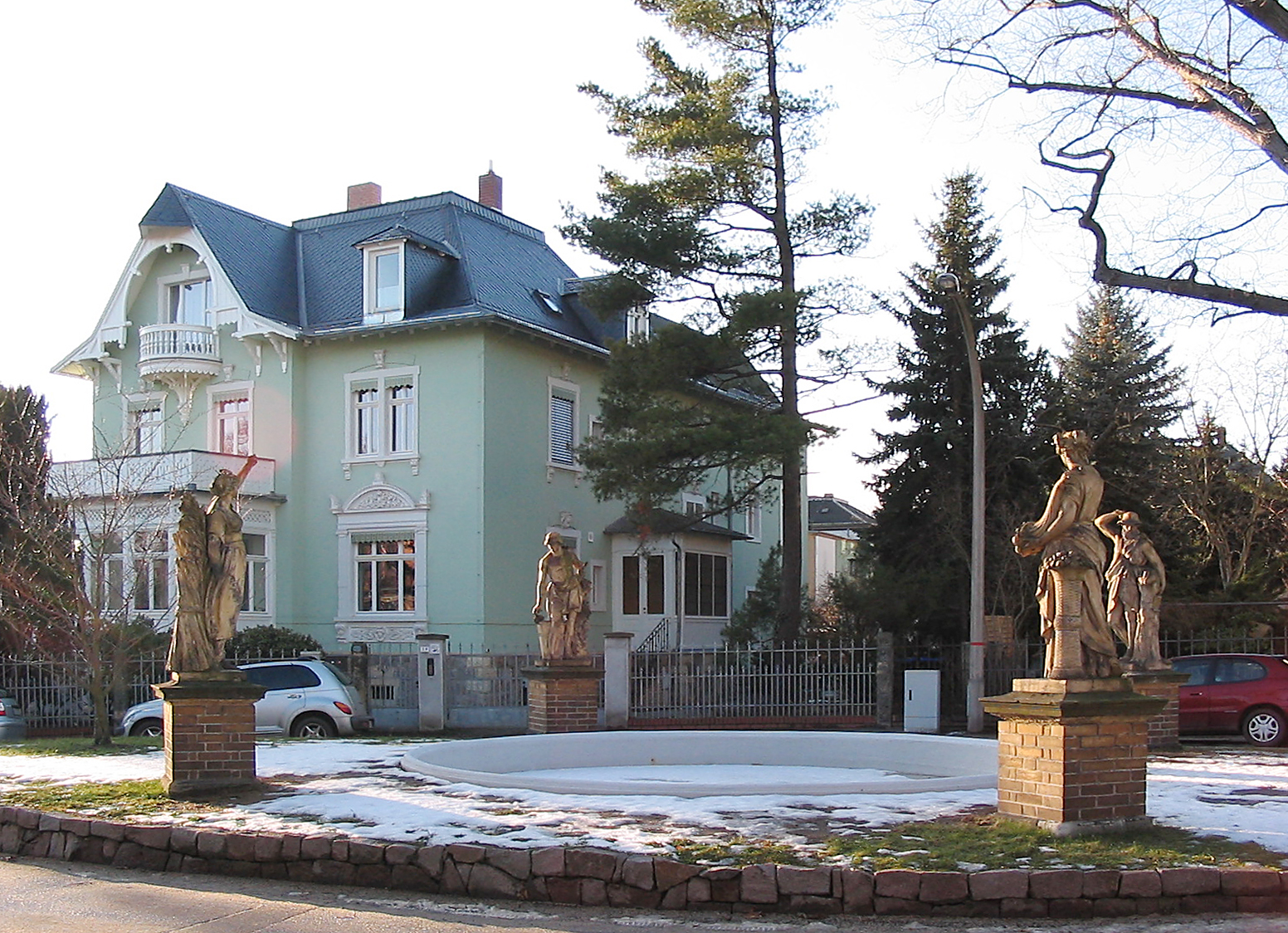
Südwest: Nr. 19, Winter 2009, Brunnenbecken frisch saniert

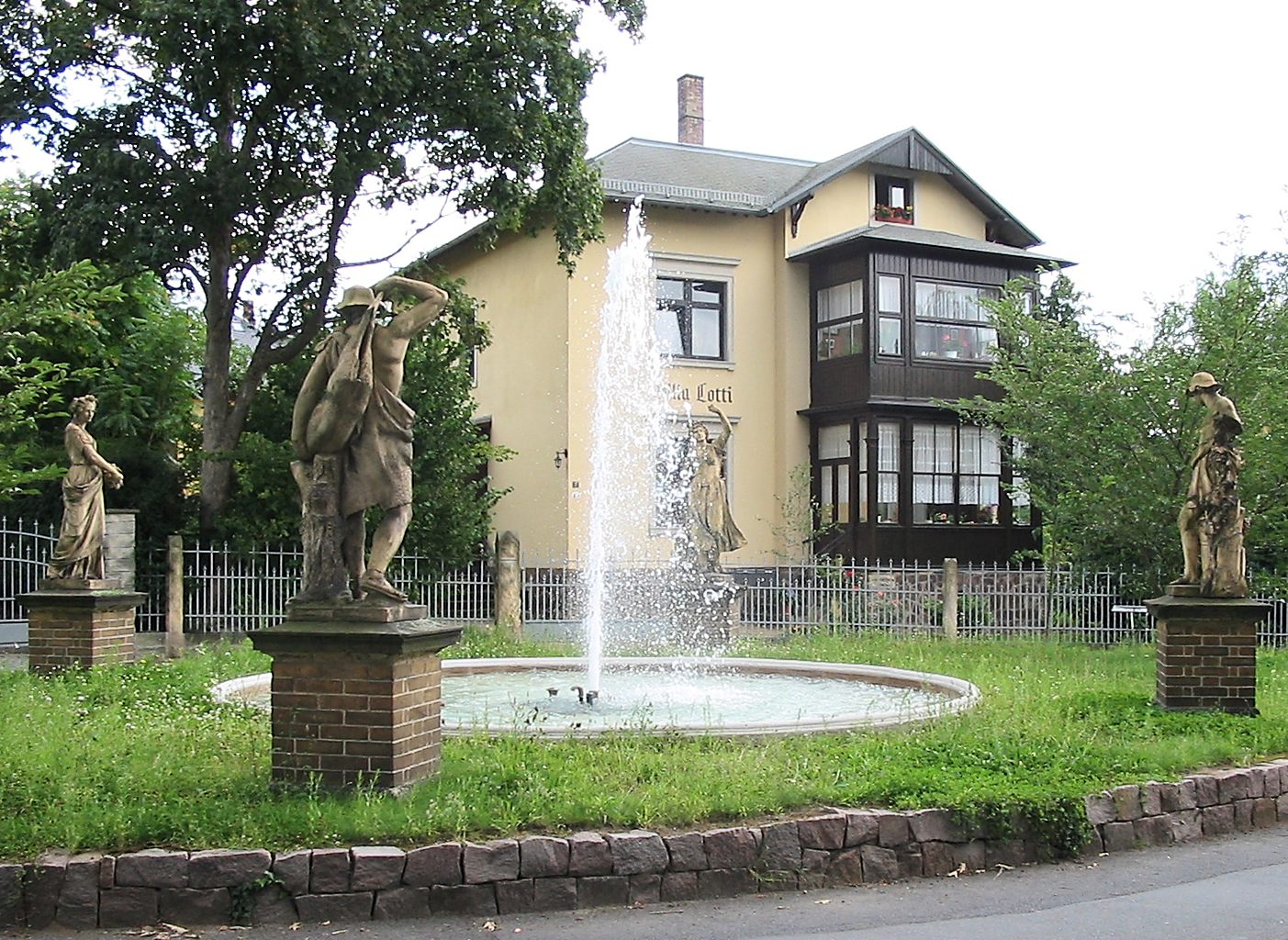
Südost: Nr. 18 (Villa Lotti), Sommer 2009 mit namensgebender Fontäne

Etwa in der Mitte der Dr.-Schmincke-Allee zwischen der Meißner Straße im Süden und der Nizzastraße im Norden weitet sich der Straßenraum auf und umgibt eine kleine, ovale Fläche, das Rondell mit Figurengruppe, das als Werk der Landschafts- und Gartengestaltung gilt. Diese ovale Grünfläche in der Mitte des Straßenraums ist erhöht und mit einem Sockel aus Syenit-Bruchstein umgeben. Mittig in der Rasenfläche liegt ein rundes Wasserbecken mit der Fontänenanlage. Das Wasserbecken ist umgeben von vier lebensgroßen Figuren der Charlottenburger Tonwarenfabrik Ernst March, die die Vier Jahreszeiten Frühling, Sommer, Herbst und Winter darstellen. Diese stehen auf Klinkersockeln mit Sandstein-Abdeckungsplatten und markieren etwa die vier Nebenhimmelsrichtungen Südwest, Nordwest, Nordost und Südost. Die Figuren blicken jeweils auf die Fontäne. An der Stelle der elliptischen Brennpunkte, entsprechend etwa dem Norden und dem Süden, stehen wieder zwei noch kleine Bäume.
Bei den Vier Jahreszeiten handelt es sich um Entwürfe des Berliner Bildhauers Julius Franz aus der Zeit um 1865, die mit unterschiedlichen Insignien ausgestattet geliefert werden konnten. So war der Frühling (Katalogmodell 70) auch als Flora erhältlich, der Sommer (Katalogmodell 72) entstand nach Franz’ Original Schnitterin mit Erntekranz, die noch heute in Sanssouci zu sehen ist. Der Herbst war als Winzer oder Merkur (Katalogmodell 73) zu haben, wobei sich Franz hierbei den Paris von Rudolf Schadow zum Vorbild genommen hatte. Der Winter war auch als Vulcan oder Jäger zu haben, das originale Vorbild ist der November im Park von Sanssouci.
Der Platz, bis mindestens 2012 zusätzlich eine denkmalpflegerische Sachgesamtheit, ist als Kulturdenkmal ein „städtebauliches Ensemble […] aus Villen und Rondell mit Figurengruppe“, auf dem Bürgersteig bestanden mit Alleebäumen. Auf den vier Bauplätzen, die ebenfalls an den Positionen der Nebenhimmelsrichtungen außerhalb des Straßenraums liegen, stehen vier Villen mit den Adressen Dr.-Schmincke-Allee 18 (Villa Lotti, Südost), Dr.-Schmincke-Allee 19 (Südwest), Dr.-Schmincke-Allee 20 (Nordost) und Dr.-Schmincke-Allee 21 (Nordwest). Die beiden denkmalgeschützten Mietvillen Nr. 19 und Nr. 21 wurden durch die Gebrüder Ziller errichtet, die ehemals (bis mindestens 2012) denkmalgeschützte Villa mit der Nr. 20 wurde durch die Baufirma F. W. Eisold gebaut. Im Jahr 2021 war die Sachgesamtheit aufgehoben, der weitere Denkmalschutz der Platzanlage mit der Figurengruppe bestand weiterhin.

## Geschichte

Fontainenplatz. Albertstrasse. Holzstich von 1891. Blick nach Norden auf die noch wenig bebauten Lößnitzhänge.

Kaiser Friedrich-Allee mit Fontainenplatz. Handkolorierte Ansichtskarte von 1910. Blick auf die Südostseite (Nrn. 18 [Villa Lotti] und 16)

Fontainenplatz, Panoramafoto von 1910. Blick auf die Ostseite (Nrn. 20 und 18: Physikalisch-diätetisches Sanatorium für Herz-, Nerven-, Stoffwechsel-, Alkoholkranke und Erholungsbedürftige)

Schon die Bauordnungen der Lößnitzgemeinden schrieben vor, dass das „Gesicht“ der Häuser zur Straße zu zeigen habe, dass also die Straßenansichten der Gebäude einschließlich der im Regelfall einsehbaren Vorgärten Bestandteil des öffentlichen Raumes sei. Moritz Ziller, der ältere der beiden Zillergebrüder, der für die geschäftliche Seite des Unternehmens wie auch für die Gestaltung der Außenanlagen verantwortlich zeichnete, während von seinem Bruder Gustav die Entwürfe und der Hochbau stammten, legte daher auch Wert auf die qualitätvolle Gestaltung der Vorgärten, die häufig bereits fertig angelegt an die Kundschaft übergeben wurden. Darüber hinaus entstanden in den von den Ziller-Brüdern erschlossenen Straßen geplante Eingangssituationen wie die Figurengruppen am Sophienhof oder zwischengefügte Plätze wie der Zillerplatz in der Mitte der Zillerstraße und der Fontainenplatz in der Mitte der Dr.-Schmincke-Allee nördlich der Meißner Straße.
In der von den ortsansässigen Baumeistern Gebrüder Ziller 1876 erschlossenen Albertstraße, benannt nach dem seinerzeitigen sächsischen König Albert, ab 1904 Kaiser Friedrich-Allee, entstand 1890–1892 der Fontainenplatz. Um das Rondell mit Figurengruppe herum schuf Moritz Ziller auf eigene Kosten der Gebrüder Ziller, unterstützt durch die Baufirma F. W. Eisold und den Landschaftsgärtner Gustav Pietzsch, einen ovalen Platz, um den herum vier Villenbauplätze bestanden. Auf dem Rondell entstand in einer Grünfläche ein Brunnenbecken mit der namensgebenden „Fontaine“, die vom Zillerschen Wasserwerk im Lößnitzgrund gespeist und betrieben wurde, um mit dem sprudelnden Wasser ein entsprechend verbessertes Umfeld zu schaffen.
Moritz Ziller vertrat diese Idee nicht nur, um damit die Vermarktbarkeit der von der Firma „Gebrüder Ziller“ angebotenen Bauplätze beziehungsweise Fertigvillen zu verbessern. Als Gründungsvorstand des Verschönerungsvereins für die Lößnitz vertrat er diese stadtplanerische Gestaltungsform für die gesamte Region, unterstützt durch seinen Vereinskollegen Wilhelm Eisold, der ihn bei der Anlage des Fontainenplatzes unterstützte. Eisold wiederum legte später mit dem auch am Fontainenplatz aktiven Landschaftsgärtner Pietzsch den Waldpark Radebeul-Ost an.
Die vier Figuren, die Moritz Ziller um das Becken herum aufstellte, hatte er bereits 1880 als Katalogware bei der Tonwarenfabrik Ernst March gekauft. Gleich 1890, mit Beginn der Anlage des Rondells, baute Wilhelm Eisold im Auftrag für den Leipziger Eduard Rost die Villa auf dem nordöstlichen Bauplatz. In dem zwischenzeitlich erweiterten Gebäude wie auch in der Nr. 18 richtete um 1907 Dr. Georg Greif sein Physikalisch-diätetisches Sanatorium für Herz-, Nerven-, Stoffwechsel-, Alkoholkranke und Erholungsbedürftige ein. Ab 1892 errichteten die Gebrüder Ziller auf den beiden westlichen Bauplätzen auf eigene Kosten zwei Mietvillen, von denen die nördliche eher schlicht, die südliche recht prachtvoll ausgestattet wurde. Diese wurde ab 1948 Verlagssitz des Neumann Verlags. Ob die Nr. 18 von Eisold oder Ziller errichtet wurde, ist unklar.
In Meinholds Plan der Lössnitz mit den Ortschaften der Umgebung hieß der Platz Albertplatz.
Im Jahr 1945 wurde die Straße in Dr.-Schmincke-Allee umbenannt, nach Richard Schmincke (1875–1939), einem KPD-Politiker, der in Gestapo-Haft umgekommen war. Nach dem Zweiten Weltkrieg wurde auch die Fontäne nicht mehr betrieben, die Anlage lag brach. Irgendwann wandelten die Anwohner die Brunnenschale in eine Blumenpflanzschale um.
Nachdem in der Nachwendezeit die vier Villen bereits saniert waren, richteten die Anwohner ihren Blick auch auf das Umfeld. So sprachen sie den ortsansässigen verein für denkmalpflege und neues bauen radebeul an, der in einem Projekt von 2008 bis 2010, unterstützt durch die Stadtverwaltung Radebeul und zahlreiche Sponsoren, das Brunnenbecken freilegen und mit neuer Brunnentechnik wieder in Betrieb setzen konnte sowie anschließend die Außenbepflanzung erneuerte. Durch Vereinbarung mit dem Oberbürgermeister Bert Wendsche lässt die Stadt die namensgebende Fontaine wieder sprudeln, die eine Höhe von etwa 4 m erreicht.